# Takaeang

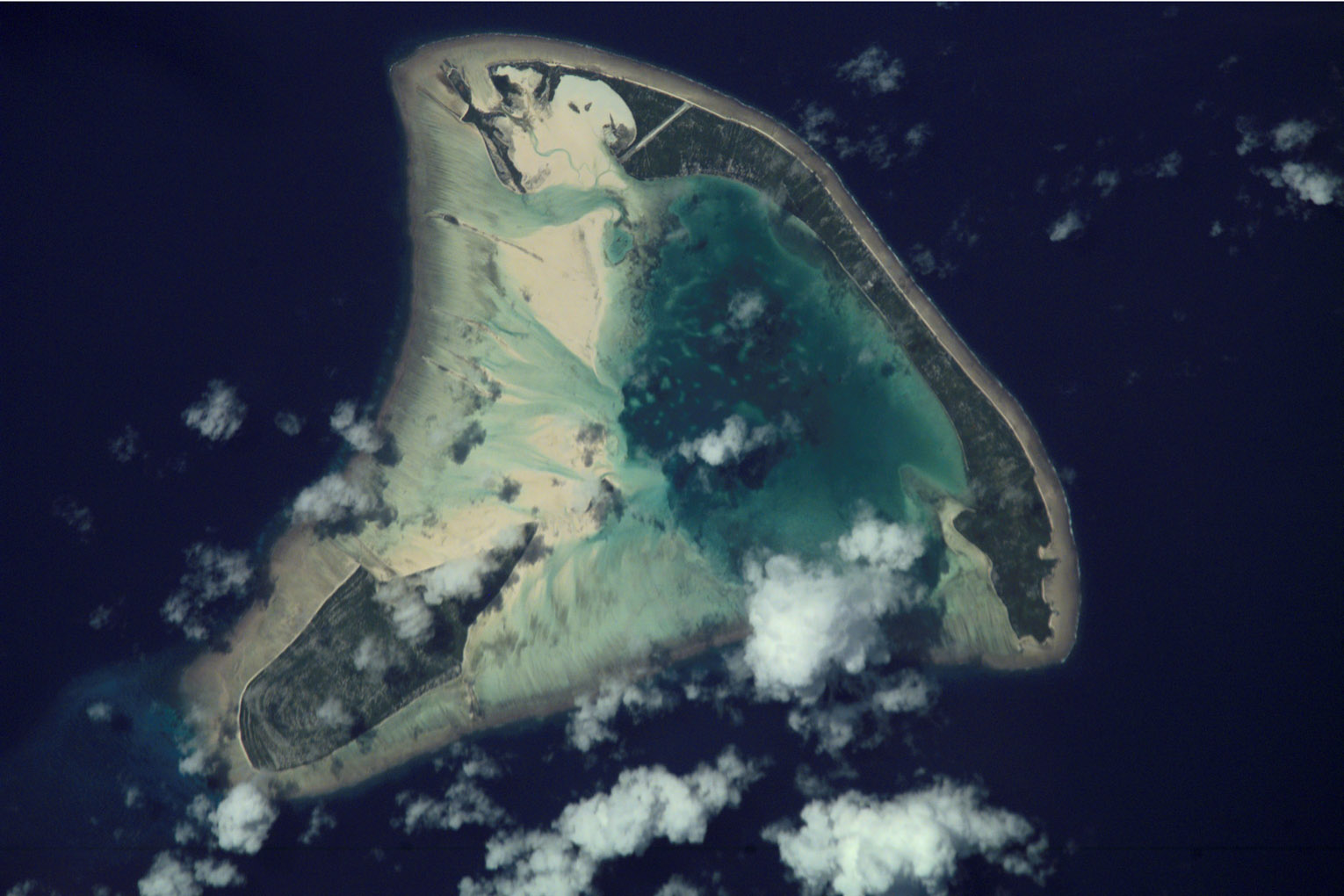
Imagem do astronauta da NASA do Atol de Aranuka, Ilhas Gilbert, Kiribati

Takaeang é a segunda maior ilha do atol Aranuka, em Kiribati. Ajuda a formar a figura do triângulo que tem o atol, já que se encontra na ponta norte. Está conectada à outra ilha , Buariki, mediante um banco de areia.